# Vedea, Giurgiu
Vedea (în trecut, Arsache sau Parapani) este o comună în județul Giurgiu, Muntenia, România, formată numai din satul de reședință cu același nume.

## Așezare
Comuna se află la marginea sud-vestică a județului, la granița cu regiunea Ruse din Bulgaria, pe malul stâng al Dunării. Este străbătută de șoseaua națională DN5C, care leagă Giurgiu de Zimnicea.

## Demografie
Componența etnică a comunei Vedea
     Români (76,65%)
     Romi (10,16%)
     Alte etnii (0,16%)
     Necunoscută (13,03%)
Componența confesională a comunei Vedea
     Ortodocși (86,22%)
     Alte religii (0,39%)
     Necunoscută (13,39%)
Conform recensământului efectuat în 2021, populația comunei Vedea se ridică la 2.540 de locuitori, în scădere față de recensământul anterior din 2011, când fuseseră înregistrați 3.108 locuitori. Majoritatea locuitorilor sunt români (76,65%), cu o minoritate de romi (10,16%), iar pentru 13,03% nu se cunoaște apartenența etnică. Din punct de vedere confesional, majoritatea locuitorilor sunt ortodocși (86,22%), iar pentru 13,39% nu se cunoaște apartenența confesională.

## Politică și administrație
Comuna Vedea este administrată de un primar și un consiliu local compus din 11 consilieri. Primarul, Marian Țaga[*], de la Partidul Național Liberal, este în funcție din octombrie 2020. Începând cu alegerile locale din 2024, consiliul local are următoarea componență pe partide politice:
|  | Partid                          | Consilieri | Componența Consiliului | Componența Consiliului | Componența Consiliului | Componența Consiliului | Componența Consiliului | Componența Consiliului | Componența Consiliului |
|  | ------------------------------- | ---------- | ---------------------- | ---------------------- | ---------------------- | ---------------------- | ---------------------- | ---------------------- | ---------------------- |
|  | Partidul Național Liberal       | 7          |                        |                        |                        |                        |                        |                        |                        |
|  | Partidul Social Democrat        | 3          |                        |                        |                        |                        |                        |                        |                        |
|  | Alianța pentru Unirea Românilor | 1          |                        |                        |                        |                        |                        |                        |                        |

## Istorie
Localitatea Parapani este atestată documentar la 7 martie 1582 (cf.M.Țena op.cit.).În 1861 devine comună, iar din 1872 se numește Arsache, după numele proprietarului de atunci al moșiei, doctorul și omul politic Apostol Arsache.
La sfârșitul secolului al XIX-lea, comuna purta numele de Arsache sau Parapani, făcea parte din plasa Marginea a județului Vlașca și era formată din satele Arsache (sau Parapani) și Bălării, având 2255 de locuitori. Funcționau în comună o școală cu 75 de elevi (dintre care 29 fete) și două biserici. Anuarul Socec din 1925 o consemnează în plasa Dunărea a aceluiași județ, având 3482 de locuitori în satele Arsache și Bălăriile.În perioadele 1892-1895,1925-1929,1939-1950 comuna Arsache a fost reședință de plasă (cf.M.Țena op.cit.).
În 1950, comuna a fost transferată raionului Giurgiu din regiunea București. Satul și comuna Arsache au primit în 1964 denumirea de Vedea. În 1968, comuna a trecut la județul Ilfov, fiindu-i arondat și satul Malu din comuna desființată Malu. În 1981, o reorganizare administrativă regională a dus la transferarea comunei la județul Giurgiu. Satul Malu s-a separat din nou în 2003, iar comuna Vedea a rămas de atunci numai cu satul de reședință.
Proprietarii mai importanți ai moșiei Parapani, de-a lungul timpului,au fost Mănăstirea Radu Vodă din București (în perioada 1582-1819), doctorul Apostol Arsache (între anii 1819-1874),Olimpia Lahovary - fiica lui Apostol Arsache (între 1874-1898), diplomatul Alexandru Em. Lahovary - fiul Olimpiei Lahovary (între 1898-1945) și alte rude prin alianță cu familiile Arsache și Lahovary cum sunt generalii Theodor Văcărescu, Iacob Lahovary (matematician), Vasile Rudeanu, Ioan Florescu, principele Dimitrie Ghica - Comănești, colonelul Barbu Slătineanu (critic de artă, scriitor), profesorul Emil Panaitescu (arheolog). Doctorul Apostol Arsache a construit în localitate conacul (1820), biserica "Sf.Pantelimon"(1845) - în memoria fiului său Gheorghe, primăria - actuala poștă (1845) și școala (1870) - actualmente grădiniță și cămin cultural. În secolul al XVII-lea un detașament de călărași din Parapani a participat la luptele duse de domnitorul Matei Basarab (cf.V.A.Urechia op.cit. și M.Țena op.cit.).În războiul de independență comuna Arsache a dat o jertfa, în primul război mondial a dat un număr de 100 eroi, iar în al doilea război mondial 85 eroi, numele lor fiind înscrise pe trei monumente. La răscoala din 1907 au fost împușcați 3 țărani din comuna Arsache. Populația satului Arsache a atins maximul în anul 1956 (4885 locuitori), iar a comunei Vedea (împreună cu satul Malu) în anul 1977 (8203 locuitori)(cf.M.Țena op.cit.).

## Monumente istorice

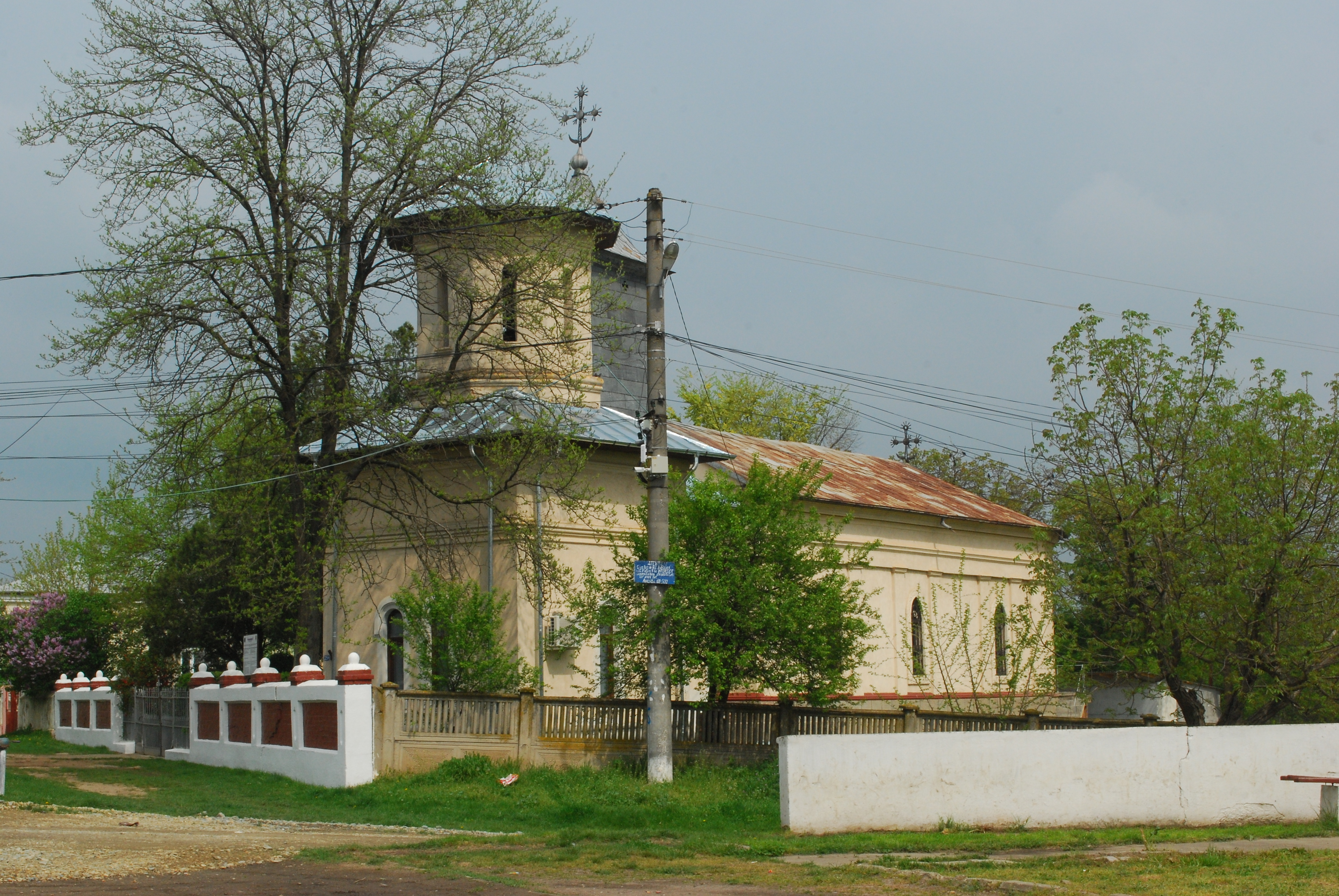
Biserica „Sfântul Pantelimon”

Trei obiective din comuna Vedea sunt incluse în lista monumentelor istorice din județul Giurgiu ca monumente de interes local. Unul este un sit arheologic aflat la 500–700 m vest de sat, și care cuprinde urme de așezări din secolul al IV-lea e.n. și din Evul Mediu Timpuriu (cultura Dridu). Celelalte două sunt clasificate ca monumente de arhitectură: biserica „Sfântul Pantelimon” (1845) și conacul Apostol Arsache (1820), astăzi primărie.